# Elena Sokolova
Elena Aleksandrovna Sokolova (in russo Елена Александровна Соколова?; Belgorod, 23 luglio 1986) è una lunghista russa.
Ha al suo attivo due partecipazioni ai campionati europei di atletica leggera indoor, una ai campionati del mondo e una ai mondiali indoor. Nel 2012 prese parte ai Giochi olimpici di Londra, portando a casa la medaglia d'argento nel salto in lungo con la misura di 7,07 m, suo primato personale.

## Progressione

### Salto in lungo
| Stagione | Risultato | Luogo      | Data      | Rank. Mond. |
| -------- | --------- | ---------- | --------- | ----------- |
| 2012     | 7,07 m    | Londra     | 8-8-2012  |             |
| 2011     | 6,76 m    | Čeboksary  | 21-7-2011 |             |
| 2010     | 6,72 m    | Žukovskij  | 26-6-2010 |             |
| 2009     | 6,92 m    | Čeboksary  | 24-7-2009 |             |
| 2008     | 6,74 m    | Madrid     | 5-7-2008  |             |
| 2008     | 6,74 m    | Čeljabinsk | 28-6-2008 |             |
| 2007     | 6,71 m    | Debrecen   | 15-7-2007 |             |
| 2006     | 6,53 m    | Tula       | 15-6-2006 |             |

### Salto in lungo indoor
| Stagione | Risultato | Luogo     | Data      | Rank. Mond. |
| -------- | --------- | --------- | --------- | ----------- |
| 2012     | 6,88 m    | Mosca     | 23-2-2012 |             |
| 2011     | 6,55 m    | Mosca     | 6-2-2011  |             |
| 2010     | 6,58 m    | Mosca     | 26-2-2010 |             |
| 2009     | 6,84 m    | Torino    | 7-3-2009  |             |
| 2008     | 6,65 m    | Krasnodar | 20-1-2008 |             |
| 2007     | 6,62 m    | Volgograd | 15-2-2007 |             |

## Palmarès
| Anno | Manifestazione  | Sede       | Evento         | Risultato | Prestazione | Note                          |
| ---- | --------------- | ---------- | -------------- | --------- | ----------- | ----------------------------- |
| 2007 | Europei indoor  | Birmingham | Salto in lungo | 5ª        | 6,53 m      |                               |
| 2009 | Europei indoor  | Torino     | Salto in lungo | Argento   | 6,84 m      | Miglior prestazione personale |
| 2009 | Mondiali        | Berlino    | Salto in lungo | 12ª (q)   | 6,51 m      |                               |
| 2012 | Mondiali indoor | Istanbul   | Salto in lungo | 10ª       | 6,58 m      |                               |
| 2012 | Giochi olimpici | Londra     | Salto in lungo | Argento   | 7,07 m      | Miglior prestazione personale |
| 2013 | Universiadi     | Kazan'     | Salto in lungo | Argento   | 6,73 m      |                               |
| 2013 | Mondiali        | Mosca      | Salto in lungo | 9ª        | 6,65 m      |                               |
| 2015 | Mondiali        | Pechino    | Salto in lungo | 22ª (q)   | 6,46 m      |                               |
| 2019 | Mondiali        | Doha       | Salto in lungo | 24ª (q)   | 6,43 m      |                               |

## Altre competizioni internazionali
2009
- Argento alla World Athletics Final ( Salonicco), salto in lungo - 6,81 m

2012
- Vincitrice della Diamond League nella specialità del salto in lungo (22 punti)